# Хартмуд VI фон Кронберг
Хартмуд VI фон Кронберг „Стари“ (на немски: Hartmud VI von Cronberg; † 24 септември 1372) е рицар от рицарския род Кронберг.

## Произход
Той е син на Хартмут V фон Кронберг († 1334), бургграф на Щаркенбург, и първата му съпруга Маргарета Холдербаумер († 1332), дъщеря на Конрад фон Щаркенбург и Петриса. Баща му се жени втори път на 21 март 1334 г. за Елизабет фон Вайнсберг († 1351/1368). Така той е полубрат на Хартмуд VII (Хартмут IV) фон Кронберг „Млади“ (1335 – 1368/1370), граф на Кронберг.
Хартмуд VI фон Кронберг „Стари“ умира на 24 септември 1372 г. и е погребан в капелата в замък Кронберг над днешния град Кронберг им Таунус в Хесен. Рицарският род фон Кронберг изчезва през 1704 г. Замъкът Щаркенбург е напуснат през 1765 г. и запада.

## Фамилия
Първи брак: пр. 1346 г. с Вилибург фон Изенбург-Бюдинген († сл. 1352), дъщеря на Лотар фон Изенбург-Бюдинген († 1340/1341) и Изенгард фон Фалкенщайн-Мюнценберг († сл. 1326). Те имат децата:
- Греде фон Кронберг († сл. 1372), омъжена I. за рицар Йохан IV фон Валдек (* пр. 1342; † 5 юни 1364), II. пр. 1 май 1348 г. за Фридрих Клем фон Хоенберг
- Елизабет фон Кронберг († 18 октомври 1411), омъжена за шенк Еберхард X фон Ербах-Ербах († 23 април 1425)
- Йохан III фон Кронберг „Стари“, бургграф цу Елтвил (* пр. 1358; † между 20 март 1411/28 август 1423), женен пр. 1358 г. за Греда (Маргарета) фон Рандек († сл. 1387), дъщеря на Йохан Рандекер († 1357); имат шест деца
- ? Хартман фон Кронберг (* сл. 1384 – ?)

Втори брак: през 1355 г. с Аделхайд фон Насау-Байлщайн († 1365), дъщеря на граф Хайнрих I фон Насау-Байлщайн († 1380) и Имагина фон Вестербург († 1388). Бракът е бездетен.